# Stratford (New Jersey)
Pour les articles homonymes, voir Stratford.
Stratford est un borough situé dans le comté de Camden, dans l’État du New Jersey, aux États-Unis.